# Polydesmus fuscus
Polydesmus fuscus är en mångfotingart som beskrevs av Carl Ludwig Koch. Polydesmus fuscus ingår i släktet Polydesmus och familjen plattdubbelfotingar. Inga underarter finns listade i Catalogue of Life.